# Lijst van Sloveense politieke partijen
Politieke partijen in Slovenië.
1. De lijst bevat alleen partijen die zijn ingeschreven in het register van politieke partijen bij het Sloveense ministerie van binnenlandse zaken
2. Parlementaire partijen zijn vetgedrukt
3. De lijst is alfabetisch geordend op de oorspronkelijke Sloveense naam
4. De lijst van niet-meer bestaande partijen is chronologisch geordend

- Anticommunistisch Legioen "Slovenija" (Antikomunistična Legija Slovenija, AKL)
- Democratische Partij van Gepensioneerden van Slovenië (Demokratična stranka upokojencev, DeSUS)
- Democratische Partij van Slovenië (Demokratska stranka Slovenije, DS)
- Landpartij van Stiermarken (Deželna stranka Štajerske, DSŠ)
- Vaderlandslievende Eenheids Gepensioneerdenpartij - Liga voor Slovenië (Domoljubna enotna upokojenska stranka - Liga za Slovenijo, DEUS-LZS)
- Burgerlijst (Državljanska Lista, DL)
- Stem van de Vrouwen van Slovenië (Glas žensk Slovenije, GŽS)
- Istrische Democratische Assemblee (Istrski demokratični zbor, IDZ)
- Communistische Partij van Slovenië (Komunistična stranka Slovenije, KPS)
- Christen-Socialisten van Slovenië (Krščanski socialisti Slovenije, KSS)
- Christen-sociale Unie (Krščansko socialna unija, KSU)
- Liberale Democratie van Slovenië (Liberalna Demokracija Slovenije, LDS)
- Lijst voor de gezamenlijke gemeente Miklavž in Dravsko Polje (Lista za skupno občino Miklavž na D.P., LM)
- Ljubljana, mijn stad (Ljubljana, moje mesto, LMM)
- Nationale Partij van de Arbeid (Nacionalna stranka dela, NDS)
- Vooruit, Slovenië (Naprej, Slovenija, NPS)
- Nieuwe Democratie van Slovenië (Nova Demokracija Slovenije, NDS)
- Nieuw Slovenië Christelijke Volkspartij (Nova Slovenija - Krščanska ljudska stranka, NSi)
- Vooruitstrevende partij (Napredna stranka, PS)
- Positief Slovenië (Pozitivna Slovenija, PS)
- Republikeinen van Slovenië (Republikanci Slovenije, ReS)
- Slovenië is van ons (Slovenija je naša, SJN)
- Sloveense Democratische Partij (Slovenska demokratska stranka, SDS)
- Sloveense Volkspartij (Slovenska ljudksa stranka, SLS)
- Sloveense Nationale Partij (Slovenska nacionalna stranka, SNS)
- Sociaaldemocratische Partij van Slovenië (Socialdemokratska stranka Slovenije, SDSS)
- Sociaaldemocraten (Slovenië) (Socialni Demokrati, SD)
- Sociaal-Liberale Partij (Socialnoliberalna stranka, SL)
- Partij van Democratische Actie van Slovenië (Stranka demokratske akcije Slovenije, SDA)
- Partij van Ecologische Bewegingen van Slovenië (Stranka ekoloških gibanj Slovenije, SEG)
- Partij van Gelijkberechtigde landen (Stranka enakopravnih dežel, SED)
- Jongerenpartij van Slovenië (Stranka mladih Slovenije, SMS)
- Partij van het Sloveense Volk (Stranka slovenskega naroda, SSN)
- Partij voor Duurzame Ontwikkeling van Slovenië (Stranka za trajnostni razvoj Slovenije, TRS)
- Bond van Alenka Bratušek (Zavezništvo Alenke Bratušek, ZaAB)
- Zares
- Groen Alternatief van Slovenië (Zelena Alternativa Slovenije, ZA)
- Groenen van Slovenië (Zeleni Slovenije, ZS)
- Bond van Onafhankelijken van Slovenië (Zveza neodvisnih Slovenije, ZNS)
- Bond van oprechte mensen van Slovenië (Zveza poštenih ljudi Slovenije, ZPLS)
- Bond voor Oberkrain (Zveza za Gorenjsko, ZZG)
- Bond voor de Vooruitgang van Radeče en omgeving (Zveza za napredek Radeč in radeškega območja, ZA-R)
- Bond voor Primorska (Zveza za Primorsko, ZZP)

## Niet meer bestaande politieke partijen (vanaf 1989)
- Sloveense Democratische Bond, opgegaan in Democratische Partij
- Democratische Partij, grotendeels opgegaan in LDS en twee kleine restpartijen: Democratische Partij van Slovenië en NDS
- Nationaaldemocraten, opgegaan in Sociaaldemocratische Partij van Slovenië en SKD
- Bond van Communisten van Slovenië, overgegaan in Partij van Democratische Vernieuwing
- Partij van Democratische Vernieuwing, opgegaan in Verenigde Lijst van Sociaaldemocraten
- Socialistische Bond van het Arbeidende Volk van Slovenië, opgeheven, opgegaan in Socialistische Partij van Slovenië
- Socialistische Partij van Slovenië, opgegaan in LDS
- Sociaaldemocratische Partij van Slovenië hernoemd in Sloveense Democratische Partij
- Sloveense Christendemocraten, opgegaan in SKD+SLS
- SKD+SLS, gesplitst in Nieuw Slovenië en Sloveense Volkspartij
- Bond van de Socialistische Jeugd van Slovenië, overgegaan in Voor de Vrijheid van een Denkende Wereld
- Voor de Vrijheid van een Denkende Wereld overgegaan in Voor de Vrijheid van een Denkende Wereld-Liberale Partij
- Voor de Vrijheid van een Denkende Wereld-Liberale Partij opgegaan in Liberaal-Democratische Partij van Slovenië
- Liberaal-Democratische Partij van Slovenië, opgegaan in LDS
- Verenigde Lijst van Sociaaldemocraten, hernoemd in Sociaaldemocraten (Socialni Demokrati, SD)
- Actief Slovenië (Aktivna Slovenija, AS) per december 2007 onderdeel van Zares

## Niet meer bestaande politieke partijen (tot 1945)
- Nationaal-Vooruitstrevende Partij, opgericht in 1900, opgegaan in de Joegoslavische Democratische Partij in 1918.
- Sloveense Volkspartij (historisch), in 1945 verboden, voortgezet in de emigratie.